# Zeenat Mahal
Zeenat Mahal, född 1823, död 1886, var en av de fyra hustrurna till mogulkejsaren Bahadur Shah II av Delhi.

## Biografi
Zeenat Mahal blev 1840, vid sjutton års ålder, en av mogulkejsarens fyra hustrur. Hon var den enda av dem som var född i en adlig familj. Hon födde den femtonde av kejsarens sexton söner, prins Mirza Jawan Bakht.
Zeenat Mahal var mogulkejsarens favorithustru och han lät henne få stort inflytande och överlät en del av statens affärer på henne. Hennes ambition var att få sin son utsedd till tronarvinge framför sin makes fjorton äldre söner. Mogulkejsardömet var dock vid denna tid de facto en brittisk lydstat, och britterna stödde principen om förstfödslorätten och ville inte bifalla hennes sons anspråk. Hon misstänks ha förgiftat den brittiske residenten Thomas Metcalfe år 1853 på grund av hans inblandning i politiken vid hovet.
När Sepoyupproret bröt ut 1857 höll hon sig och sin son i bakgrunden för att kunna få britternas stöd för sin sons anspråk efter upproret. Efter upproret 1858 avrättades makens äldre söner för sin inblandning i upproret. Men hennes son utsågs ändå inte till tronföljare. Istället avsattes hennes make och hon tvingades följa honom i hans exil till Rangoon tillsammans med sin son.